# Chapitre de Salles-Arbuissonnas-en-Beaujolais
Le chapitre de Salles-Arbuissonnas-en-Beaujolais est un ensemble architectural situé à Salles-Arbuissonnas-en-Beaujolais dans le département du Rhône en région Auvergne-Rhône-Alpes. Il a été classé monument historique en 1935. Ces bâtiments étaient occupés par un chapitre noble constitué de chanoinesses séculières plus connues sous le nom de chapitre de Salles. C'est un des sites qui a été retenu comme géosite par le géopark Beaujolais. 

## La fondation du prieuré de Saint-Martin-de-Salles
En 960, le seigneur de Beaujeu cède des terres et un prieuré bénédictin sous l’autorité de l’abbé de Cluny s'installe à Salles en Beaujolais. Sans doute au milieu du XIIe siècle, les moines construisent une église et un cloître. Ils aménagent également des bâtiments nécessaires à la vie d'un prieuré (salle capitulaire, dortoir, parloir, cellier, cantine).

## Histoire du chapitre de Salles
Au début du XIVe siècle les moines sont remplacés par trente moniales bénédictines. Elles viennent d'un prieuré, en mauvais état et trop petit, installé à Grelonges, une île sur la Saône qui subissait des inondations répétées. Au cours du temps, le prieuré accueille de plus en plus de jeunes filles de la grande noblesse. Sous cette influence, le prieuré se transforme petit à petit et les habitantes abandonnent la vie monacale de la règle bénédictine et vivent une vie de plus en plus mondaine. Plusieurs d'entre elles n'y restent que le temps de trouver un mari. Un exemple illustre est Alix des Roys, nièce de la chanoinesse Suzanne de Lamartine et mère d'Alphonse de Lamartine qui y rencontra Pierre de Lamartine alors qu'il venait rendre visite à sa sœur. Alphonse de Lamartine décrit dans ses Confidences la vie dans ces chapitres:

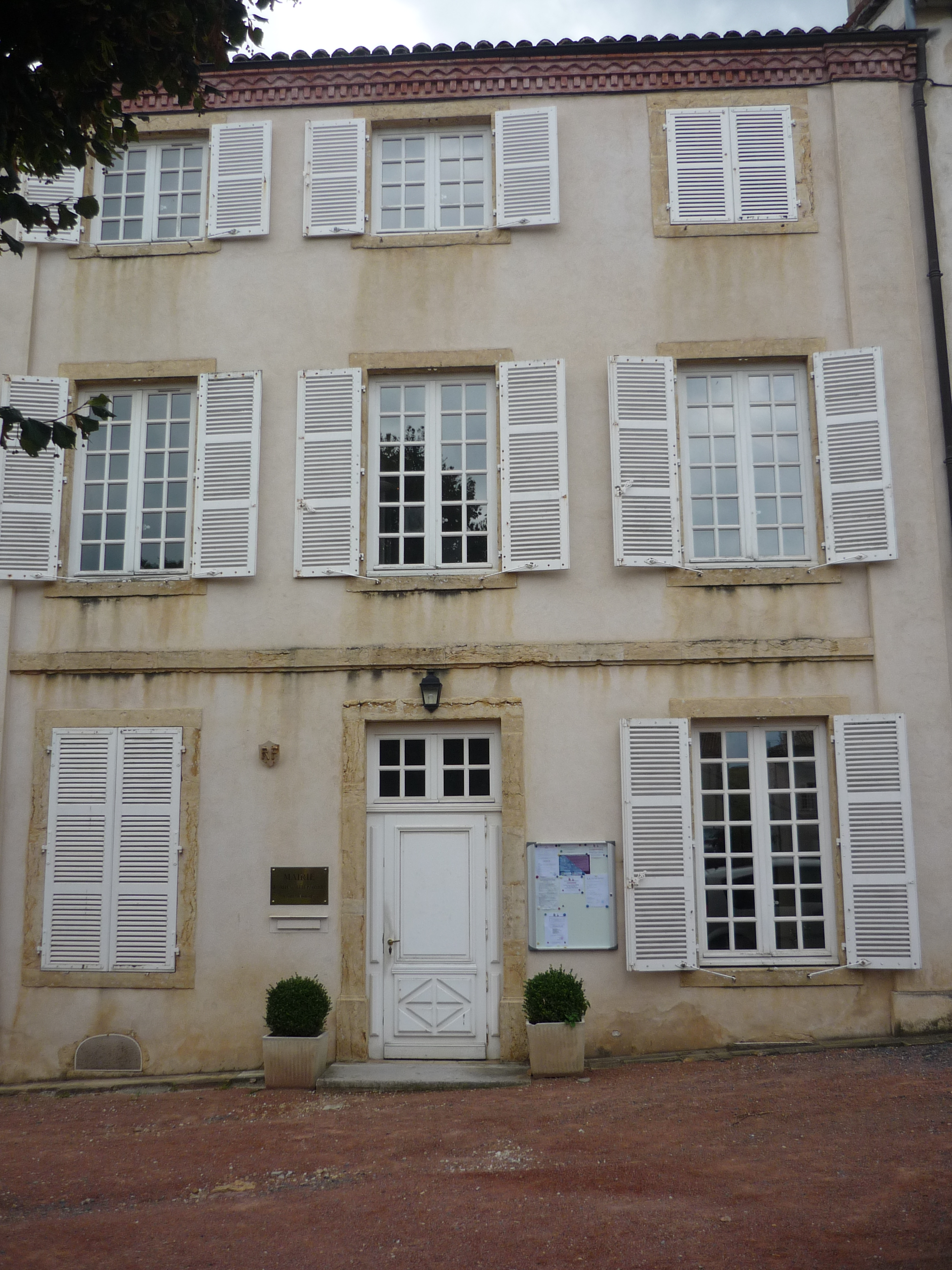
La maison canoniale dans laquelle est installée la mairie du village

Les familles riches et nobles du royaume envoyaient vivre, après avoir fait ce qu’on appelait des preuves, celles de leurs filles qui ne se sentaient pas de goût pour l’état de religieuses cloîtrées et à qui cependant ces familles ne pouvaient faire des dots suffisantes pour les marier. On leur donnait à chacune une petite dot, on leur bâtissait une jolie maison entourée d’un petit jardin, sur un plan uniforme, groupée autour de la chapelle du chapitre. C’étaient des espèces de cloîtres libres rangés les uns à côté des autres, mais dont la porte restait à demi ouverte au monde ; une sorte de sécularisation imparfaite des ordres religieux d’autrefois.
Toujours selon Lamartine, elles pouvaient sortir et passer l'hiver dans leur famille ainsi que recevoir leurs frères qu'elles présentaient à leurs amies. De plus, elles n'étaient soumises à aucune obligation religieuse.
En 1779, le prieuré devint officiellement un chapitre noble de chanoinesses. Les habitantes portent alors le titre de chanoinesses comtesses. Elles prenaient ce titre à leur entrée dans le chapitre et le conservaient toute leur vie. Ce titre ne dépendait ni de leur père ni de leur époux .
En 1781, la dernière Prieure Madame de Ruffey demande à l’architecte Desarnod de concevoir un projet de construction pour le chapitre. C'est ainsi que sera construite la cour d'honneur et des maisons canoniales de part et d’autre de cette cour. Le projet qui prévoyait la suppression de l’église et du cloître, est interrompu par la révolution.
En 1790, le chapitre est dissous par le décret qui met fin aux ordres religieux. La majorité des résidentes regagne leur famille, et certaines comme Madame de Ruffey, se battent pour reprendre les biens que la Révolution leur a volés. Elle parvient à racheter quelques maisons mais est finalement emprisonnée et meurt en prison.

## Architecture

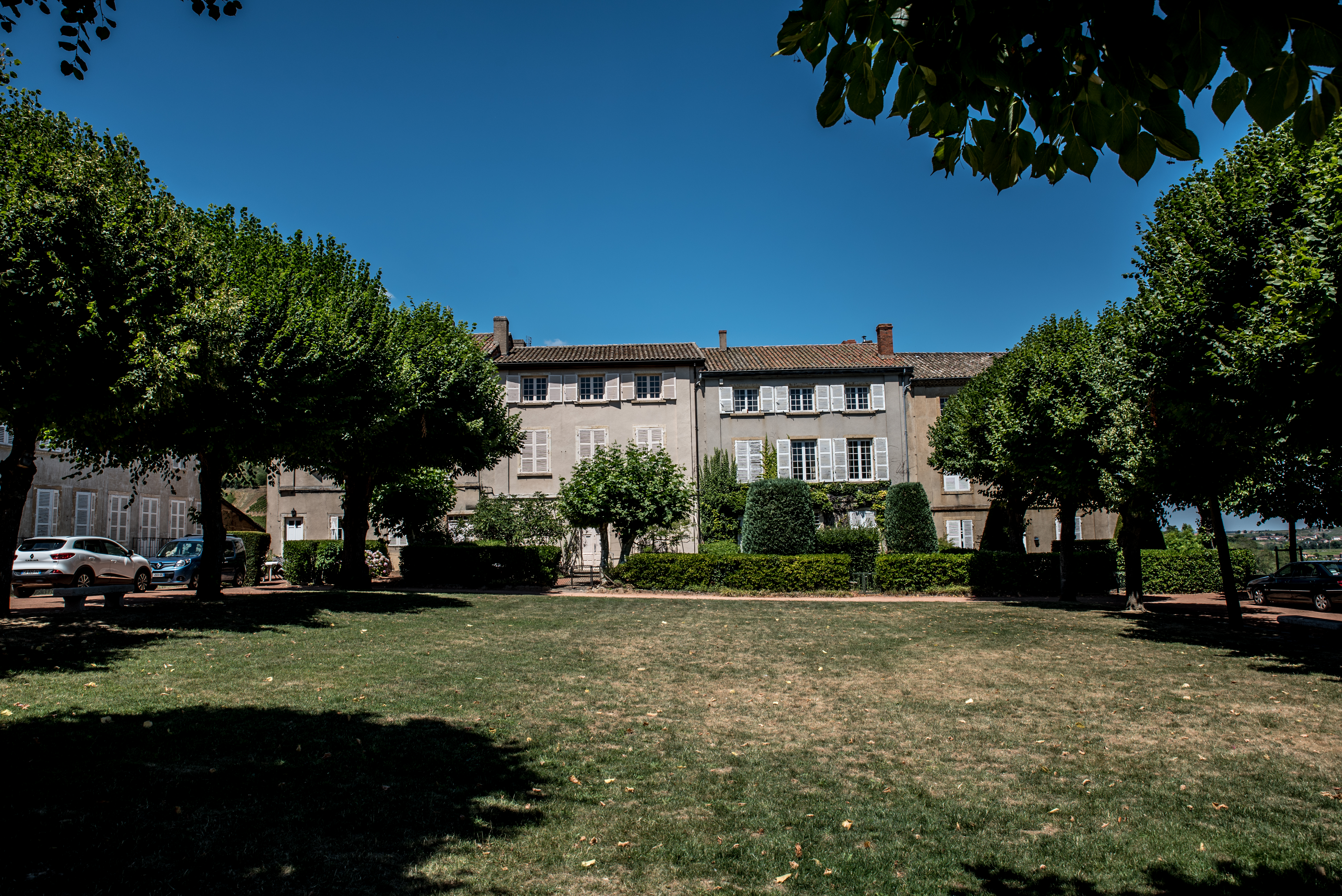
Cour d'honneur avec les maisons canoniales

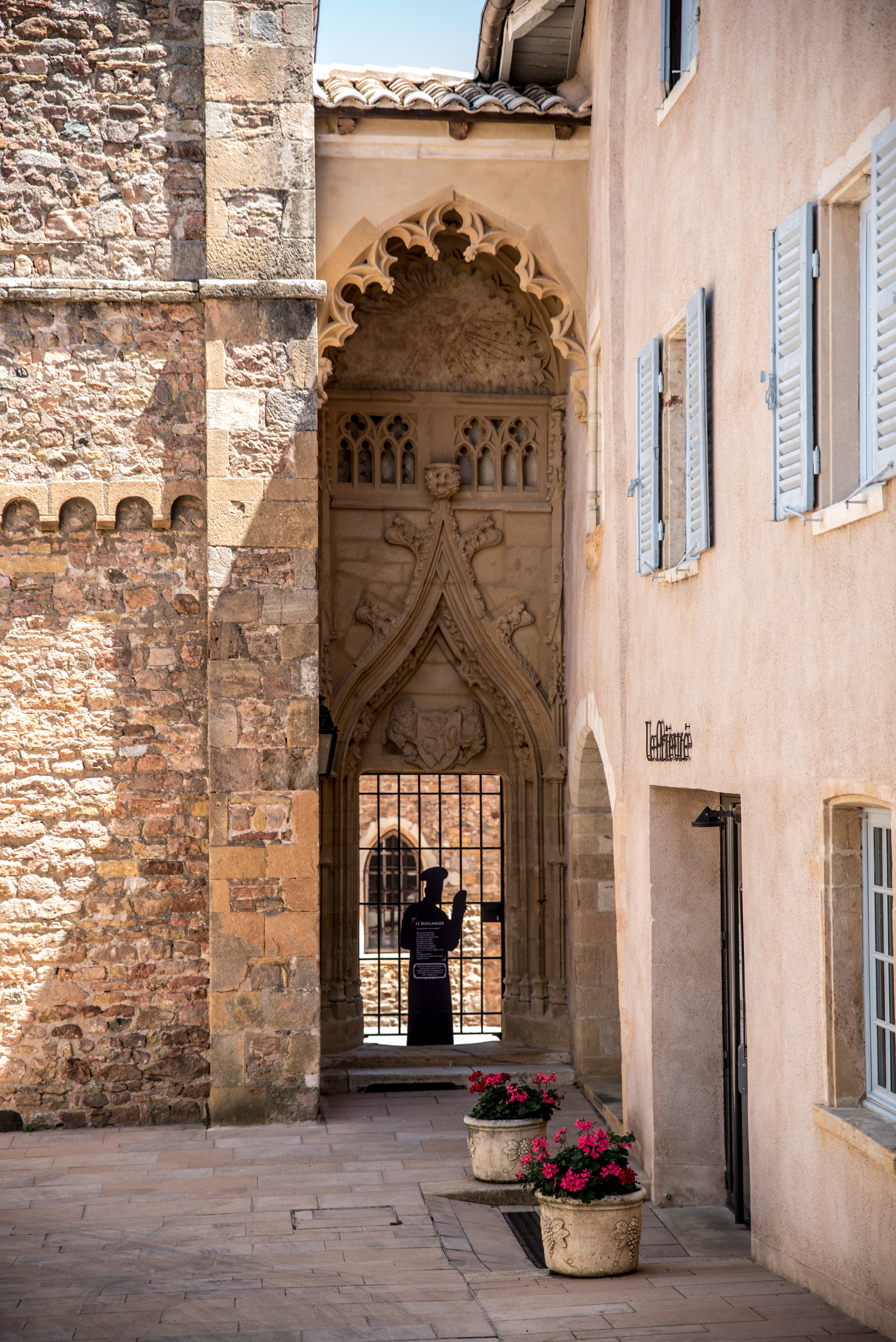
Entrée du cloître

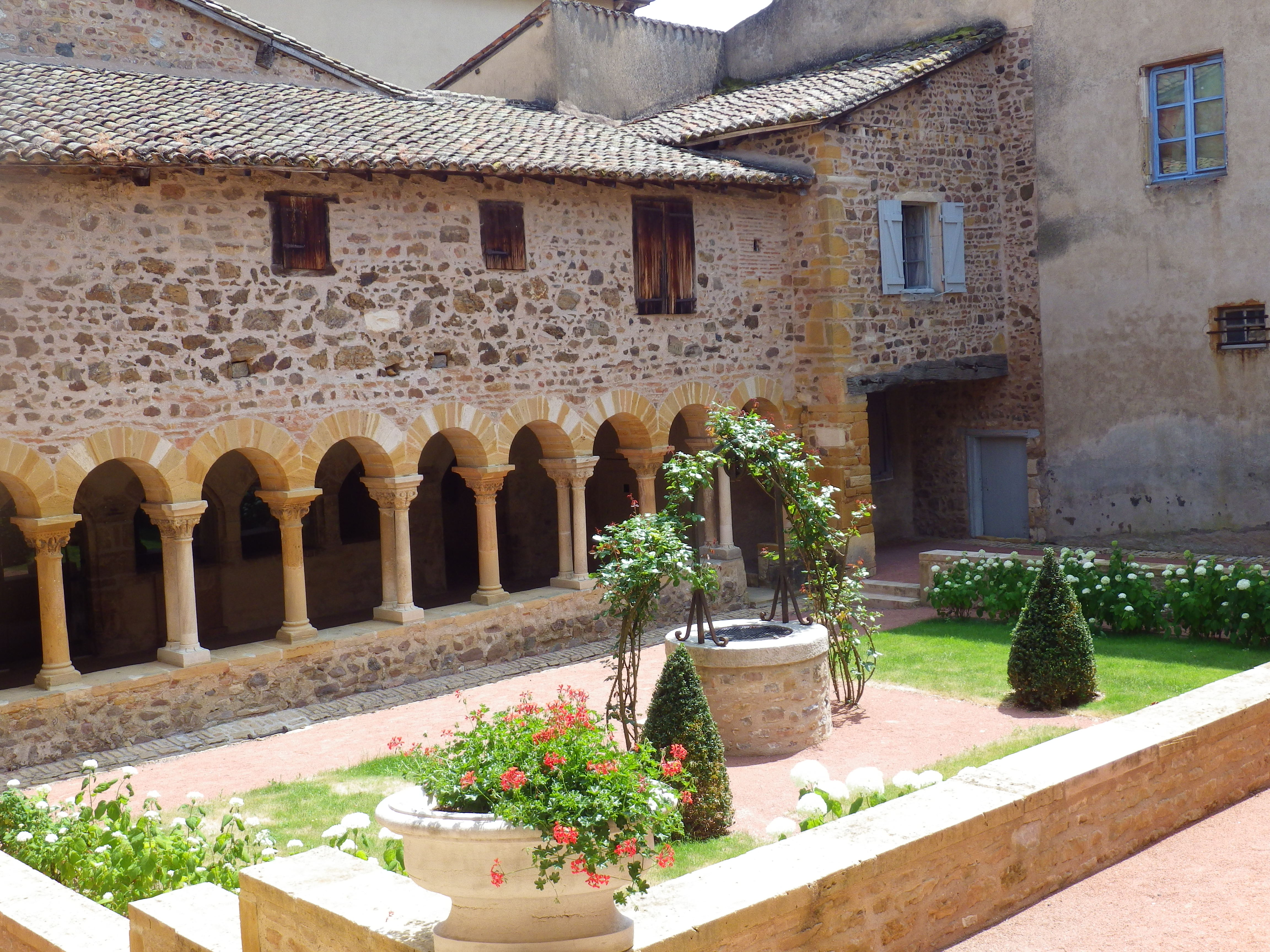
Cloître

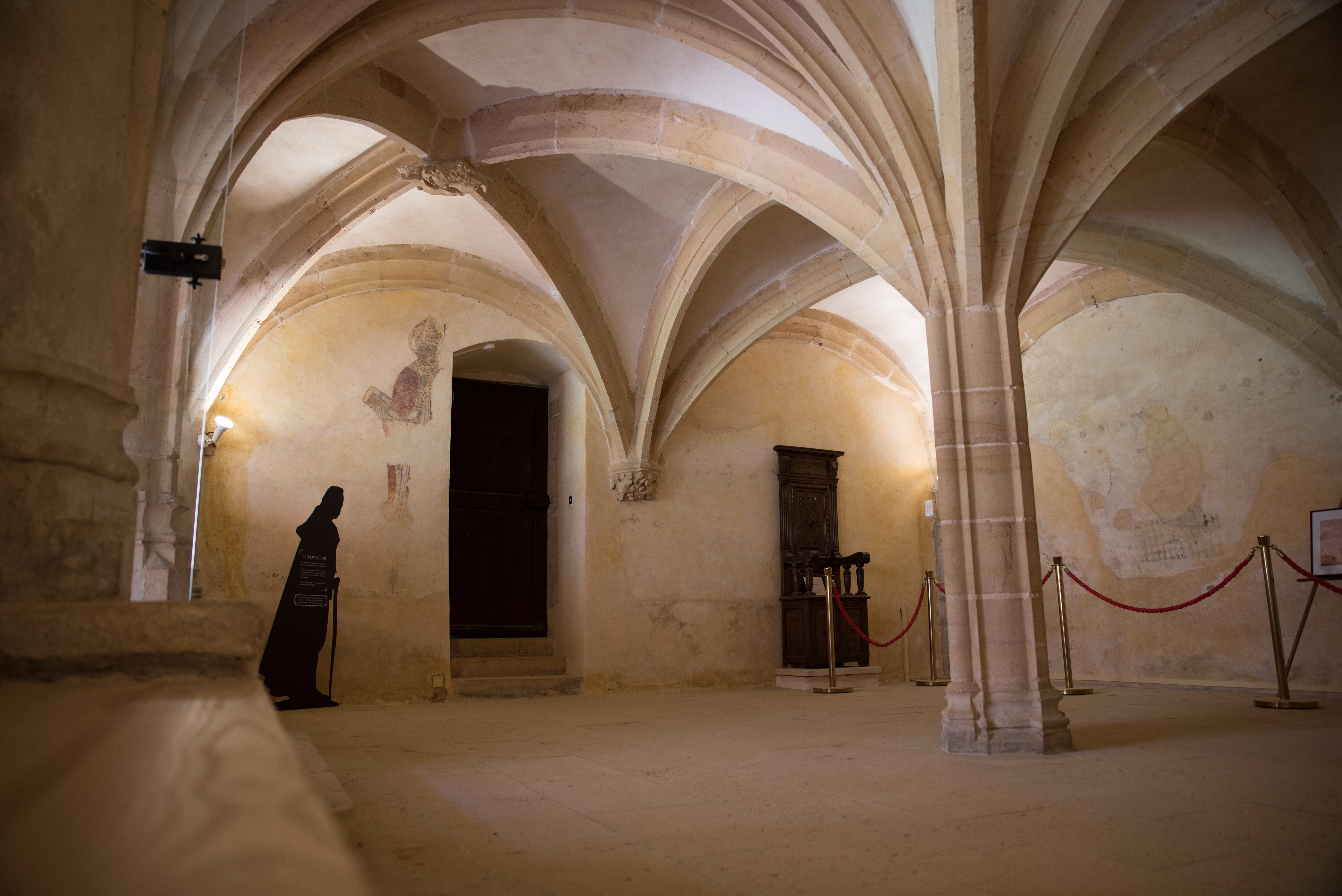
Salle capitulaire

Les deux pavillons d'entrée de la place du Chapitre, la grille en fer forgé qui les relie et les douves y attenant sont classés par arrêté du 1er août 1935.  
L'église a été classée au titre de monument historique par la liste de 1862, le cloître, la salle capitulaire et le parloir sont inscrits au titre des monuments historiques par arrêté du 24 septembre 2019. 
Deux maisons canoniales ont été également inscrites en 2019, il s'agit de la maison de la Prieure et de la maison qui est actuellement occupée par la mairie.

### Pavillons d'entrée
Ils donnent accès à la cour d'honneur plantée de tilleuls. Des douves sont creusées devant les murs, de part et d'autre des pavillons. La cour est bordée à droite et à gauche par une vingtaine de maisons canoniales toutes construites dans le même style. Parmi ces maisons, se trouve la maison de la tante de Lamartine, Suzanne de Lamartine. Ceci constitue la partie du projet réalisée par Madame de Ruffey. De l'autre côté de la rue devaient être construits des écuries, des hôtelleries destinés à la réception de la famille proche des chanoinesses qui avaient le droit d'entrer dans le chapitre mais pas d'y demeurer.

### Église Saint-Martin
Dans cette enceinte se trouve l'église Saint Martin appelé également église de Salles. Le portail occidental de l'église est orné d'un portail roman . Elle comporte un clocher couvert d'un toit plat à quatre pans commun aux églises romanes du Beaujolais. Elle abrite une chaire du XVIe siècle et les stalles des chanoinesses du XVIIe siècle. Elle a été modifiée au XIXe siècle, le vitrail central du chœur est de Bégule.

### Cloître
On accède au cloître par une petite porte au style gothique flamboyant à droite du portail occidental de l'église. La porte a été rénovée avec l'aide de la fondation du patrimoine et de la mission Stéphane Bern. Le cloître du XIIe siècle est de dimension modeste et il ne subsiste qu'un côté avec un alignement de colonnettes. Les trois autres côtés ont été démolis à la révolution. La rénovation de la toiture du cloître et de la tour des archives est inscrite dans une campagne de dons par la fondation du patrimoine en vue de l’agrandissement du musée « Le Prieuré ».

### Salle capitulaire
La salle capitulaire datant du XVe siècle est ornée de fresques murales qui représentent une Annonciation, une Pietà ainsi que saint Odon et saint Odilon abbés de Cluny. Elles datent de la fin du XVe siècle. Ces fresques ont été recouvertes d'un enduit avant d'être redécouvertes au XIXe siècle. Les abbés sont représentés portant la crosse et la mitre des abbés et le nimbe des saints. Les clés de voûte représentent les symboles des évangélistes: l'ange pour Matthieu, l'aigle pour Jean, le lion pour Marc et le bœuf pour Luc. 
Dans cette salle est installée la chaise du prieur réalisée en noyer et datée du XVIe siècle. Son décor représente une tête de femme entourée de grotesques et de rinceaux encadrés de pilastres.

### Parloir
Les voûtes du parloir ont été réalisées dans le même style que la salle capitulaire. Elles reposent sur des culs de lampe sculptés. Une clé de voûte représente les armes de Beaujeu, l'autre, les armes de Cluny symbolisées par les deux clés.